# Le Compas
Le Compas ist eine Gemeinde im Zentralmassiv in Frankreich. Sie gehört zur Region Nouvelle-Aquitaine, zum Département Creuse, zum Arrondissement Aubusson und zum Kanton Auzances.
Die vormalige Route nationale 696 führt über Le Compas. Die angrenzenden Gemeinden sind Rougnat im Norden, Auzances im Nordosten, Les Mars im Osten, Brousse und Sermur im Süden und Bussière-Nouvelle im Westen.

## Sehenswürdigkeiten
- Kirche Saint-Martial, erbaut im 17. und 18. Jahrhundert
- Chapelle du Theil
- Château de Vauchaussade

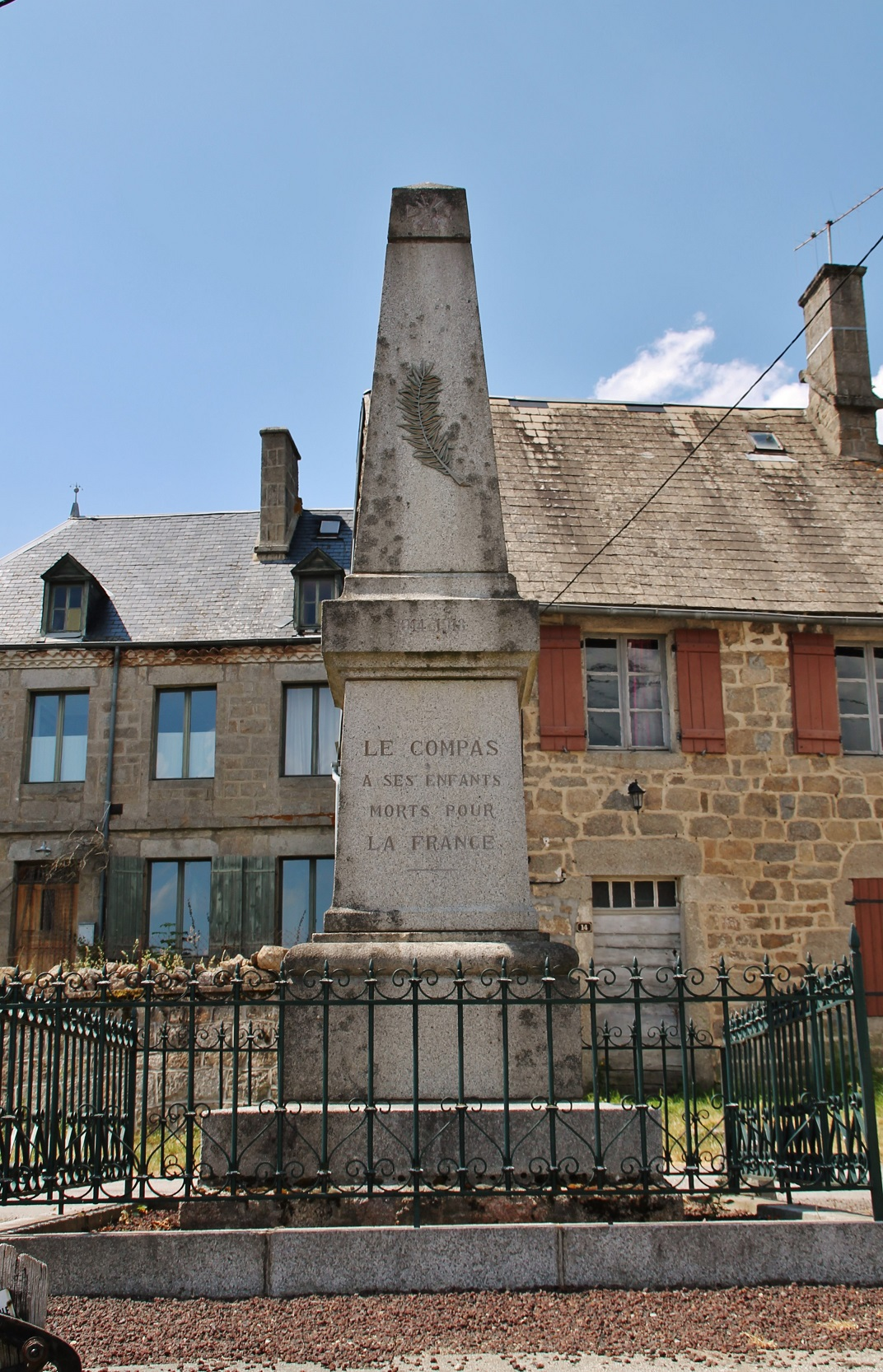
Kriegerdenkmal
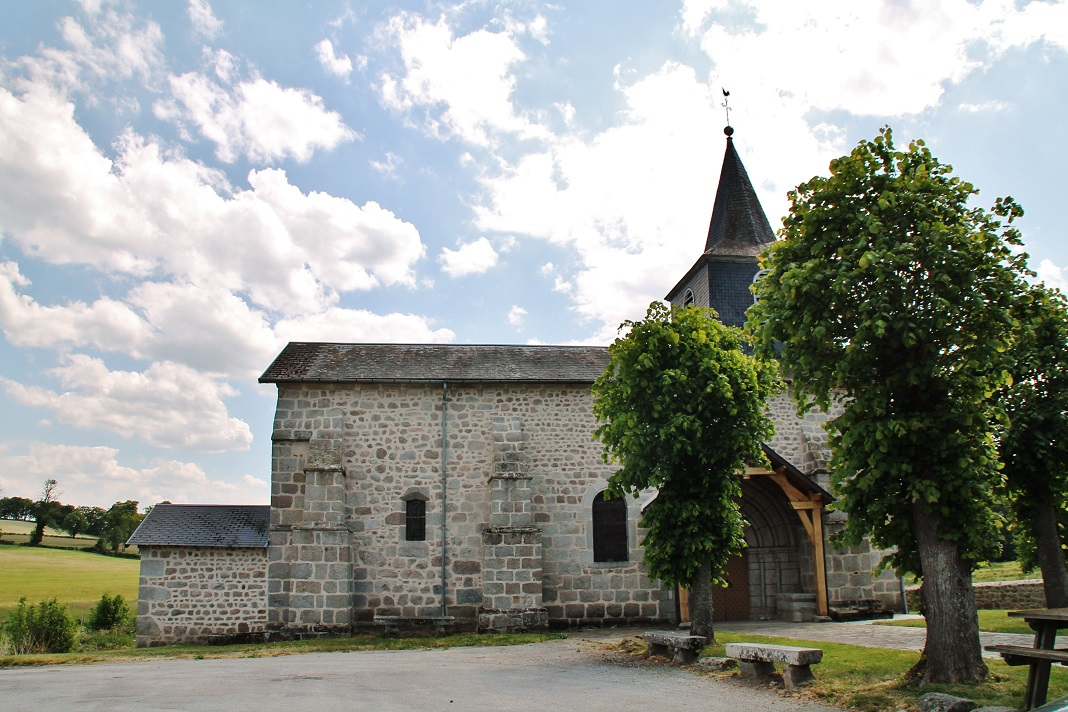
Kirche Saint-Martial

## Bevölkerungsentwicklung
| Jahr      | 1962 | 1968 | 1975 | 1982 | 1990 | 1999 | 2008 | 2012 |
| --------- | ---- | ---- | ---- | ---- | ---- | ---- | ---- | ---- |
| Einwohner | 352  | 332  | 270  | 235  | 216  | 197  | 218  | 209  |